# Крукувка (Подляское воеводство)
Крукувка (пол. Krukówka) — деревня в Кольненском повете Подляского воеводства Польши. Входит в состав гмины Малы-Плоцк. По данным переписи 2011 года, в деревне проживало 49 человек.

## География
Деревня расположена на северо-востоке Польши, на расстоянии приблизительно 10 километров к юго-востоку от города Кольно, административного центра повета. Абсолютная высота — 138 метров над уровнем моря. К востоку от Крукувки проходит национальная автодорога .

## История
Согласно «Списку населенных мест Ломжинской губернии», в 1906 году в деревне Крукувка проживало 87 человек (33 мужчины и 54 женщины). В конфессиональном отношении всё население деревни исповедовало католицизм. В административном отношении деревня входила в состав гмины Малыплоцк Кольненского уезда.
В период с 1975 по 1998 годы Крукувка являлась частью Ломжинского воеводства.